# Їбо-Кутлук-Більге
Їбо-Кутлук-Більге (д/н — 751) — 8-й володар Тюргеського каганату у 749—751 роках. У китайських джерелах відомий як Джуцзі.

## Життєпис
Походження достеменно невідомо. Після смерті кагана Іль-Етміш Кутлук-Більге у серпні або вересні 749 року затверджений танським імператором Сюань-цзуном як новий тюргеський каган.
Втім у 751 році перейшов на бік арабського валі Зіяда ібн Саліха, брав участь у битві на річці Талас проти танської армії. Ймовірно загинув у битві або помер невдовзі після цього. Китайці призначили каганом Тенгрі-Елміша.